# نظرية تعليمية
النظرية التعليمية أو نظرية التدريس (بالإنجليزية: Instructional theory) هي "نظرية تقدم إرشادات واضحة حول كيفية مساعدة الناس بشكل أفضل على التعلم والتطور." وهي تقدم رؤى حول ما يمكن أن يحدث ولماذا، فيما يتعلق بأنواع مختلفة من أنشطة التدريس والتعلم بينما تساعد في الإشارة إلى المناهج لتقييمهم. يركز مصممو التعليم على أفضل طريقة لبناء المواد والسلوك التعليمي لتسهيل التعلم.

## التطوير
نشأت نظرية التدريس في الولايات المتحدة في أواخر سبعينيات القرن العشرين، وتأثرت بثلاث نظريات أساسية في الفكر التربوي: السلوكية، وهي النظرية التي تساعدنا على فهم كيفية امتثال الناس للمعايير المحددة مسبقًا؛ والمعرفية، وهي النظرية التي تقول إن التعلم يحدث من خلال الارتباطات العقلية؛ والبنائية، وتستكشف النظرية قيمة النشاط البشري كوظيفة أساسية لاكتساب المعرفة. تأثرت نظرية التدريس بشكل كبير بعمل بنجامين بلوم، أستاذ بجامعة شيكاغو، عام 1956، ونتائج تصنيفه لأهداف التعليم - أحد أوائل التدوينات الحديثة لعملية التعلم. كان روبرت غاغنيه أحد أوائل منظري التدريس، الذي نشر عام 1965 شروط التعلم لقسم البحوث التربوية بجامعة ولاية فلوريدا.

## التعريف
تختلف نظرية التدريس عن نظرية التعلم. تصف نظرية التعلم كيفية حدوث التعلم، بينما تقترح نظرية التدريس كيفية مساعدة الناس على التعلم بشكل أفضل. غالبًا ما تُؤثر نظريات التعلم على نظرية التدريس، وتساهم ثلاثة اتجاهات نظرية عامة في هذا التأثير: السلوكية (التعلم كاكتساب استجابة)، والمعرفية (التعلم كاكتساب معرفة)، والبنائية (التعلم كبناء معرفة). تساعدنا نظرية التدريس على تهيئة الظروف التي تزيد من احتمالية التعلم. هدفها هو فهم النظام التعليمي وتحسين عملية التدريس.